# Marie-Luise Bram
Marie-Luise Bram (* 1981 in Lübeck) ist eine deutsche Journalistin und Fernsehmoderatorin.

## Leben
Bram besuchte die Ernestinenschule und schloss diese 2000 mit dem Abitur ab. Sie studierte Medienwissenschaft und Betriebswirtschaftslehre in Paderborn und den Vereinigten Staaten. Nach dem Studienabschluss arbeitete sie zunächst für drei Jahre als Reporterin bei einer privaten Radiostation in Paderborn, ehe sie 2007 nach Schleswig-Holstein zurückkehrte und dort fünf Jahre lang als Reporterin für NDR 1 Welle Nord, NDR 2, NDR Info und N-JOY tätig war. Ab 2011 absolvierte sie ein Volontariat beim Norddeutschen Rundfunk. Seit dem 19. August 2013 moderiert Bram das Schleswig-Holstein Magazin.